# Championnat du Nicaragua de football 2012-2013
Navigation
Saison précédente Saison suivante
La Primera División 2012-2013 est la soixante-dixième édition de la première division nicaraguayenne.
Lors de ce tournoi, le Real Estelí FC a conservé son titre de champion du Nicaragua face aux sept meilleurs clubs nicaraguayens.
La saison était divisée en deux tournois, l'Apertura et le Clausura, le Real Estelí FC ayant remporté les deux tournois, il a été sacré champion sans disputer la finale du championnat.
Lors du premier tournoi, chacun des huit clubs participant était confronté deux fois aux sept autres équipes. Puis les quatre meilleurs se sont affrontés lors d'une phase finale à la fin de la saison.
Lors du second tournoi, des huit clubs participant était confronté deux fois aux sept autres équipes. Puis les quatre meilleurs se sont affrontés lors d'une phase finale à la fin de la saison.
Seulement une place était qualificative pour la Ligue des champions de la CONCACAF.

## Les 8 clubs participants
| \| Managua : Juventus Managua Deportivo Walter Ferreti Managua FC Managua Chinandega FC Deportivo Ocotal Diriangén FC Real Estelí FC Xilotepelt FC \| Localisation des clubs engagés dans le championnat. |
| Managua : Juventus Managua Deportivo Walter Ferreti Managua FC Managua Chinandega FC Deportivo Ocotal Diriangén FC Real Estelí FC Xilotepelt FC                                                           |

Ce tableau présente les huit équipes qualifiées pour disputer le championnat 2012-2013. On y trouve le nom des clubs, le nom des stades dans lesquels ils évoluent ainsi que la capacité et la localisation de ces derniers.
| Club                     | Stade                                        | Capacité          | Ville      |
| Chinandega FC (en)       | Stade inconnu                                | Capacité inconnue | Chinandega |
| Deportivo Ocotal (en)    | Stade Roy Fernandez Bermuda                  | 3 000             | Ocotal     |
| Diriangén FC             | Stade Cacique Diriangén                      | 7 500             | Diriamba   |
| Juventus Managua         | Stade Olympique de l'Indépendance de Managua | 8 000             | Managua    |
| Managua FC (en)          | Stade Olympique de l'Indépendance de Managua | 8 000             | Managua    |
| Real Estelí FC           | Stade de l'Indépendance                      | 4 800             | Estelí     |
| Deportivo Walter Ferreti | Stade Olympique de l'Indépendance de Managua | 8 000             | Managua    |
| Xilotepelt FC            | Stade Pedro Selva                            | 12 000            | Jinotepe   |

## Tournoi Apertura
Le tournoi Apertura se déroule de la même façon que les tournois saisonniers précédents, en trois phases :
- La phase régulière : les quatorze journées de championnat.
- La seconde phase : les six journées de championnat supplémentaire.
- La finale : la confrontation aller-retour entre les deux meilleures équipes.

### Phase régulière
Lors de la phase régulière les huit équipes affrontent à deux reprises les sept autres équipes selon un calendrier tiré aléatoirement.
Les quatre meilleures équipes sont directement qualifiées pour la seconde phase.
Le classement est établi sur le barème de points classique (victoire à 3 points, match nul à 1, défaite à 0).
Le départage final se fait selon les critères suivants :
- Le nombre de points.
- La différence de buts générale.
- Le nombre de buts marqué.

#### Classement
| Rang | Équipe                   | Pts | J  | G | N | P | Bp | Bc | Diff |
| ---- | ------------------------ | --- | -- | - | - | - | -- | -- | ---- |
| 1    | Real Estelí FC T         | 26  | 14 | 7 | 5 | 2 | 22 | 12 | +10  |
| 2    | Managua FC (en)          | 22  | 14 | 6 | 4 | 4 | 16 | 11 | +5   |
| 3    | Deportivo Walter Ferreti | 20  | 14 | 6 | 2 | 6 | 15 | 11 | +4   |
| 4    | Juventus Managua         | 20  | 14 | 5 | 5 | 4 | 13 | 14 | -1   |
| 5    | Diriangén FC             | 19  | 14 | 6 | 1 | 7 | 14 | 16 | -2   |
| 6    | Deportivo Ocotal (en)    | 16  | 14 | 3 | 7 | 4 | 12 | 16 | -4   |
| 7    | Chinandega FC (en)       | 15  | 14 | 4 | 3 | 7 | 16 | 22 | -6   |
| 8    | Xilotepelt FC P          | 15  | 14 | 4 | 3 | 7 | 12 | 18 | -6   |

| Légende : Qualifications et relégations | Légende : Qualifications et relégations          |
| --------------------------------------- | ------------------------------------------------ |
|                                         | Qualifié pour la seconde phase                   |
|                                         | T Tenant du titre P Promu de la saison 2011-2012 |

#### Matchs
| Résultats (▼dom., ►ext.)                                   | Chi | Dir | Juv | Man | Oco | Est | Wal | Xil |
| Chinandega FC (en)                                         |     | 1-0 | 3-1 | 1-0 | 0-0 | 1-2 | 2-1 | 2-2 |
| Diriangén FC                                               | 5-1 |     | 2-1 | 0-0 | 2-1 | 0-2 | 1-0 | 1-0 |
| Juventus Managua                                           | 2-1 | 0-2 |     | 2-2 | 1-0 | 0-0 | 0-1 | 0-0 |
| Managua FC (en)                                            | 2-1 | 2-0 | 1-2 |     | 0-1 | 0-2 | 2-1 | 3-0 |
| Deportivo Ocotal (en)                                      | 0-0 | 1-0 | 1-1 | 0-0 |     | 0-0 | 1-1 | 3-0 |
| Real Estelí FC                                             | 4-2 | 2-0 | 1-2 | 1-1 | 2-2 |     | 1-1 | 2-0 |
| Deportivo Walter Ferreti                                   | 1-0 | 3-0 | 0-1 | 0-1 | 3-0 | 2-1 |     | 1-0 |
| Xilotepelt FC                                              | 1-0 | 2-1 | 0-0 | 0-2 | 5-1 | 1-2 | 1-0 |     |
| - Victoire à domicile - Match nul - Victoire à l'extérieur |     |     |     |     |     |     |     |     |

### Seconde phase
Lors de la seconde phase régulière les quatre équipes qualifiées affrontent à deux reprises les trois autres équipes selon un calendrier tiré aléatoirement.
Les deux meilleures équipes sont directement qualifiées pour la finale.
Le classement est établi sur le barème de points classique (victoire à 3 points, match nul à 1, défaite à 0).
Le départage final se fait selon les critères suivants :
- Le nombre de points.
- La différence de buts générale.
- Le nombre de buts marqué.

#### Classement
| Rang | Équipe                   | Pts | J | G | N | P | Bp | Bc | Diff |
| ---- | ------------------------ | --- | - | - | - | - | -- | -- | ---- |
| 1    | Real Estelí FC T         | 12  | 6 | 3 | 3 | 0 | 10 | 5  | +5   |
| 2    | Deportivo Walter Ferreti | 9   | 6 | 2 | 3 | 1 | 5  | 5  | 0    |
| 3    | Managua FC (en)          | 8   | 6 | 2 | 2 | 2 | 6  | 6  | 0    |
| 4    | Juventus Managua         | 2   | 6 | 0 | 2 | 4 | 6  | 11 | -5   |

| Légende : Qualifications et relégations | Légende : Qualifications et relégations |
| --------------------------------------- | --------------------------------------- |
|                                         | Qualifié pour la finale                 |
|                                         | T Tenant du titre                       |

#### Matchs
| Résultats (▼dom., ►ext.)                                   | Juv | Man | Est | Wal |
| Juventus Managua                                           |     | 1-2 | 1-3 | 2-2 |
| Managua FC (en)                                            | 2-1 |     | 1-1 | 0-0 |
| Real Estelí FC                                             | 1-1 | 2-1 |     | 1-1 |
| Deportivo Walter Ferreti                                   | 1-0 | 1-0 | 0-2 |     |
| - Victoire à domicile - Match nul - Victoire à l'extérieur |     |     |     |     |

### Finale
| Match aller     | Deportivo Walter Ferreti | 0:0   | Real Estelí FC | Stade national Dennis Martínez |  |
| 9 décembre 2012 |                          | (0:0) |                |                                |  |

| Match retour     | Real Estelí FC                                                                   | 4:0   | Deportivo Walter Ferreti | Stade de l'Indépendance |  |
| 15 décembre 2012 | Rudel Calero 35e · Rudel Calero 60e · Manuel Rosas 77e (pen.) · Manuel Rosas 80e | (1:0) |                          |                         |  |

## Tournoi Clausura
Le tournoi Clausura se déroule de la même façon que les tournois saisonniers précédents, en trois phases :
- La phase régulière : les quatorze journées de championnat.
- La seconde phase : les six journées de championnat supplémentaire.
- La finale : la confrontation aller-retour entre les deux meilleures équipes.

### Phase régulière
Lors de la phase régulière les huit équipes affrontent à deux reprises les sept autres équipes selon un calendrier tiré aléatoirement.
Les quatre meilleures équipes sont directement qualifiées pour la seconde phase.
Le classement est établi sur le barème de points classique (victoire à 3 points, match nul à 1, défaite à 0).
Le départage final se fait selon les critères suivants :
- Le nombre de points.
- La différence de buts générale.
- Le nombre de buts marqué.

#### Classement
| Rang | Équipe                   | Pts | J  | G | N | P | Bp | Bc | Diff |
| ---- | ------------------------ | --- | -- | - | - | - | -- | -- | ---- |
| 1    | Diriangén FC             | 31  | 14 | 9 | 4 | 1 | 25 | 10 | +15  |
| 2    | Real Estelí FC T         | 28  | 14 | 8 | 4 | 2 | 33 | 5  | +28  |
| 3    | Deportivo Walter Ferreti | 22  | 14 | 6 | 4 | 4 | 22 | 13 | +9   |
| 4    | Managua FC (en)          | 19  | 14 | 5 | 4 | 5 | 18 | 16 | +2   |
| 5    | Deportivo Ocotal (en)    | 19  | 14 | 5 | 4 | 5 | 19 | 21 | -2   |
| 6    | Juventus Managua         | 14  | 14 | 4 | 2 | 8 | 19 | 27 | -8   |
| 7    | Chinandega FC (en)       | 10  | 14 | 2 | 4 | 8 | 13 | 30 | -17  |
| 8    | Xilotepelt FC P          | 8   | 14 | 1 | 5 | 8 | 14 | 41 | -27  |

| Légende : Qualifications et relégations | Légende : Qualifications et relégations          |
| --------------------------------------- | ------------------------------------------------ |
|                                         | Qualifié pour la seconde phase                   |
|                                         | T Tenant du titre P Promu de la saison 2011-2012 |

#### Matchs
| Résultats (▼dom., ►ext.)                                   | Chi | Dir | Juv | Man | Oco | Est | Wal | Xil |
| Chinandega FC (en)                                         |     | 2-4 | 3-1 | 1-3 | 1-1 | 1-1 | 0-1 | 3-3 |
| Diriangén FC                                               | 3-0 |     | 2-0 | 1-1 | 2-2 | 1-0 | 3-2 | 4-1 |
| Juventus Managua                                           | 0-1 | 0-2 |     | 1-0 | 2-3 | 1-1 | 0-4 | 6-1 |
| Managua FC (en)                                            | 6-1 | 0-0 | 1-1 |     | 2-0 | 0-1 | 2-1 | 1-2 |
| Deportivo Ocotal (en)                                      | 2-0 | 0-2 | 1-2 | 3-0 |     | 0-1 | 3-2 | 3-1 |
| Real Estelí FC                                             | 5-0 | 2-0 | 2-0 | 0-1 | 5-0 |     | 1-1 | 1-– |
| Deportivo Walter Ferreti                                   | 0-0 | 0-1 | 3-0 | 4-1 | 0-0 | 0-0 |     | 2-1 |
| Xilotepelt FC                                              | 0-0 | 0-0 | 3-5 | 0-0 | 1-1 | 0-2 | 1-2 |     |
| - Victoire à domicile - Match nul - Victoire à l'extérieur |     |     |     |     |     |     |     |     |

### Seconde phase
Lors de la seconde phase régulière les quatre équipes qualifiées affrontent à deux reprises les trois autres équipes selon un calendrier tiré aléatoirement.
Les deux meilleures équipes sont directement qualifiées pour la finale.
Le classement est établi sur le barème de points classique (victoire à 3 points, match nul à 1, défaite à 0).
Le départage final se fait selon les critères suivants :
- Le nombre de points.
- La différence de buts générale.
- Le nombre de buts marqué.

#### Classement
| Rang | Équipe                   | Pts | J | G | N | P | Bp | Bc | Diff |
| ---- | ------------------------ | --- | - | - | - | - | -- | -- | ---- |
| 1    | Deportivo Walter Ferreti | 14  | 6 | 4 | 2 | 0 | 12 | 4  | +8   |
| 2    | Real Estelí FC T         | 11  | 6 | 3 | 2 | 1 | 8  | 4  | +4   |
| 3    | Managua FC (en)          | 6   | 6 | 2 | 0 | 4 | 5  | 12 | -7   |
| 4    | Diriangén FC             | 0   | 6 | 0 | 0 | 6 | 5  | 10 | -5   |

| Légende : Qualifications et relégations | Légende : Qualifications et relégations |
| --------------------------------------- | --------------------------------------- |
|                                         | Qualifié pour la finale                 |
|                                         | T Tenant du titre                       |

#### Matchs
| Résultats (▼dom., ►ext.)                                   | Dir | Man | Est | Wal |
| Diriangén FC                                               |     | 0-1 | 2-1 | 1-2 |
| Managua FC (en)                                            | 3-2 |     | 0-3 | 0-4 |
| Real Estelí FC                                             | 1-0 | 1-0 |     | 1-1 |
| Deportivo Walter Ferreti                                   | 2-0 | 2-1 | 1-1 |     |
| - Victoire à domicile - Match nul - Victoire à l'extérieur |     |     |     |     |

### Finale
| Match aller | Real Estelí FC                                             | 3:0   | Deportivo Walter Ferreti | Stade de l'Indépendance |  |
| 1 juin 2013 | 25e Félix Rodríguez · 63e Wilber Sánchez · 91e Elmer Mejía | (1:0) |                          |                         |  |

| Match retour | Deportivo Walter Ferreti | 0:1   | Real Estelí FC    | Stade olympique de l'indépendance |  |
| 8 juin 2013  |                          | (0:1) | 5e Wilber Sánchez |                                   |  |

## Classement cumulatif
| Rang | Équipe                   | Pts | J  | G  | N  | P  | Bp | Bc | Diff |
| ---- | ------------------------ | --- | -- | -- | -- | -- | -- | -- | ---- |
| 1    | Real Estelí FC C         | 54  | 28 | 15 | 9  | 4  | 55 | 17 | +38  |
| 2    | Diriangén FC             | 50  | 28 | 15 | 5  | 8  | 39 | 26 | +13  |
| 3    | Deportivo Walter Ferreti | 42  | 28 | 12 | 6  | 10 | 37 | 24 | +13  |
| 4    | Managua FC (en)          | 41  | 28 | 11 | 8  | 9  | 34 | 27 | +7   |
| 5    | Deportivo Ocotal (en)    | 35  | 28 | 8  | 11 | 9  | 31 | 37 | -6   |
| 6    | Juventus Managua         | 34  | 28 | 9  | 7  | 12 | 32 | 41 | -9   |
| 7    | Chinandega FC (en)       | 25  | 28 | 6  | 7  | 15 | 29 | 52 | -23  |
| 8    | Xilotepelt FC P          | 23  | 28 | 5  | 8  | 15 | 26 | 59 | -33  |

| Légende : Qualifications et relégations | Légende : Qualifications et relégations                                      |
| --------------------------------------- | ---------------------------------------------------------------------------- |
|                                         | Ligue des champions de la CONCACAF 2013-2014 (Phase de groupes)              |
|                                         | Relégué en Segunda División                                                  |
|                                         | C Vainqueur d'un des deux tournois de l'année P Promu de la saison 2011-2012 |

## Finale du championnat
Le Real Estelí FC ayant remporté les deux tournois saisonniers, la finale du championnat n'a pas été jouée.

## Bilan du tournoi
| Tournoi de clôture du championnat de football du Nicaragua 2013 |                            |
| Champion                                                        | Real Estelí FC (11e titre) |
| Qualifications continentales                                    |                            |
| Ligue des champions 2013-2014 (Phase de groupes)                | Real Estelí FC             |
| Promotions et relégations                                       |                            |
| Promus en Primera División                                      | FC San Marcos              |
| Promus en Primera División                                      | Real Madriz                |
| Promus en Primera División                                      | Municipal Jalapa (en)      |
| Relégués en Segunda División                                    | Xilotepelt FC              |

## Statistiques

### Buteurs
| Rang | Nom | Équipe | Buts |
| 1    | -   | -      | -    |
| 2    | -   | -      | -    |